# 日本大学鶴ヶ丘高等学校
日本大学鶴ヶ丘高等学校（にほんだいがくつるがおかこうとうがっこう）は、東京都杉並区和泉二丁目に所在する日本大学付属の私立高等学校。
設置者は学校法人日本大学。略称は「日大鶴ヶ丘」。愛称は「鶴」「鶴高（在校生呼び名）」「日鶴（にっつる）」。校訓は「自主創造」「真剣力行」「和衷協同」。校長は川原容子、教頭は新藤隆夫。

## 概観
1951年に日本大学農獣医学部（現：生物資源科学部）併設校として創立。創立当初より男女共学校。現時点での進学率は現役進学率95%、日本大学への進学率60%。校訓として「自主創造」「真剣力行」「和衷共同」の三つを定め、それに基づく文武両道を目標に掲げている。

## 校名の由来
前身の旧農獣医学部は鶴ヶ久保（現世田谷区上馬1丁目）という土地にあったものの、「窪」という印象が暗く消極的であることから「いのち長く、生々発展すること」という願いを込めて「丘」に変更した。移転後の現在もその名を継続して使用している。

## 音楽科・美術科
1968年に設置から1985年の募集停止までの19年間にわたり存在した。現在の特進棟（6号館）と図書館がそれぞれ当時の美術科の校舎と音楽科の校舎の位置に当たる。現在でも特進棟には美術科で使用していた教室が残っており、当時の絵の具の跡が残されている。

## 沿革
- 1935年10月 - 世田谷区下馬町で、東京高等獣医学校の附属校である東京畜産工芸学校として開校。
- 1949年 - 学制改革により東京獣医畜産大学附属高等学校に改称。
- 1951年4月 - 東京獣医畜産大学が日本大学農獣医学部（当時）として吸収合併されたのに伴い、農獣医学部併設校となり日本大学鶴ヶ丘高等学校に改称。
- 1954年 - 卒業生が初のプロ野球選手に。高橋ユニオンズ（現・千葉ロッテマリーンズ）に今泉幸雄が入団[2]。
- 1954年5月 - 世田谷区下馬より杉並区和泉の現在地に学校移転
- 1963年6月 - 光生学園高等学校を吸収合併。校舎1号館竣工
- 1964年4月 - 校舎2号館竣工
- 1964年9月 - 総合グランド取得
- 1966年9月 - 校舎3号館および体育館竣工
- 1968年 - 芸術課程（音楽科・美術科）を設置
- 1974年5月 - 20周年記念館竣工（温水プール・武道館）
- 1976年8月 - 研修館竣工
- 1979年3月 - 研修寮（現至誠寮）改築
- 1985年 - 芸術課程（音楽科・美術科）募集を停止
- 1989年3月 - 図書館竣工
- 1990年 - 野球部が夏の甲子園に初出場
- 1993年4月 - 2度目の卒業生がプロ野球選手に。西武ライオンズに坂本竜一が入団[2]。
- 2008年 - 野球部が夏の甲子園で18年ぶり2回目の出場
- 2012年3月 - グラウンド研修館新築
- 2013年3月 - 総合グラウンド改修工事（人工芝化）
- 2014年 - 野球部が夏の甲子園で6年ぶり3回目の出場
- 2017年 - アルペンスキー関東大会で48回連続出場
- 2019年4月 - 3度目の卒業生がプロ野球選手に。横浜DeNAベイスターズに勝又温史が入団[2]。

## 教育課程
入学時からコース制を採用し、コース別授業で進路選択を行う。
- 普通コース
  - 付属高校としての特色を生かしながら、日本大学推薦・一般入試等に対応できる学力の養成を目的として編成。原則として日本大学各学部への内部進学を希望する生徒が対象。
- 普通・一般受験コース
  - 普通コースに在籍しつつ日本大学以外への進学を希望する生徒を対象としたコース。在籍生徒は特進コースと同様にセンター試験対応の授業を受けることができる。主に難関私大への進学を目指す。
- 特進コース
  - 日本大学各学部への内部進学を希望しない生徒を対象に、難関私立大学や国公立大学への進学を対象とするコース。応用力養成やセンター試験対応など本格的な受験への学習・進路指導を行う。

## 学校行事
4月
- 入学式
- スタディサポート（全学年）
- 新入生オリエンテーション（1年）
- 全学年対象　基礎学力到達度テスト（旧称：標準学力テスト）
- 部活動説明会
- 生徒総会

5月
- 校外授業（2・3年）
- 志望理由書サポート（3年）
- 1学期中間試験

6月
- 英検受験（希望者）
- 英語スピーチコンテスト
- 実力試験（3年）
- 進路説明会（3年）
- 高大連携教育（1年）
- 鶴ヶ丘祭（文化祭）
- 短期留学（オーストラリア）

7月
- 1学期期末試験
- 特待生・奨学生授与式
- 三者面談　・夏期講習
- 特進合宿講習（2・3年）
- 海外語学研修
- オーストラリア・ニュージーランドへの海外語学研修（希望者対象）※7月 - 8月
- サマープログラム（ケンブリッジ大学）

8月
- 部活動夏期合宿
- 外部特別講座
- 夏期講習

9月
- 防災訓練
- スタディーサポート（1・2年）
- キャリアガイダンス（1年）
- 基礎学力到達度テスト（3年）
- 進路説明会（1年）

10月
- 進路相談（3年）
- 2学期中間試験（1・2年）
- 修学旅行（2年）
- 生徒総会
- 模擬講義（2年）

11月
- 体育祭
- 実力試験（1・2年）
- 2学期期末試験（3年）
- 三者面談・進路相談
- コース選択（1・2年）
- 進路説明会（2年）

12月
- 2学期期末試験（1・2年）
- 外部特別講座

1月
- 実力試験（1・2年）
- 推薦入学試験
- 英検受験（1・2年全員）
- 志望理由書講座（2年）

2月
- 学年末試験（3年）
- 志望理由書サポート（2年）
- 芸術鑑賞会（1・2年）
- 小論文 講座・試験（1年）
- 一般入学試験
- 実力試験（2年）
- 3年生を送る会

3月
- 卒業式
- 学年末試験（1・2年）
- 外部特別講座
- イースタープログラム（ケンブリッジ大学）
- 大学入学前英国語学研修

## 部活動

### 体育系
- アメリカンフットボール部 - 全国高校アメリカンフットボール選手権大会決勝戦にて2度全国優勝（1987年・1990年)、2016年・2017年全国大会出場、2018年関東大会出場
- 野球部 - 全国高等学校野球選手権大会出場（1990年〈第72回〉・2008年〈第90回〉・2014年〈第96回〉） 計3回出場。
- スキー部（アルペンスキー）…関東大会出場（2017年まで48回連続出場）　全国大会出場（2010年）
- 剣道部 － 2013年、2014年全国高校総体出場、2016年関東大会出場
- 空手道部 － 6年連続34回インターハイ出場、全国選抜大会35回出場、関東高等学校空手道大会出場（平成24年度 - 30年度）、2016年 - 2018年全国大会出場
- スキー部（アルペンスキー） － 関東大会出場（2018年まで49回連続出場）　全国大会出場（2010年）
- 水泳部 － 2016年全国大会出場
- 陸上競技部
- サッカー部
- バスケットボール部（男子）
- バレーボール部（女子） － 2016年関東大会出場
- バレーボール部‐男子　32 令和元年度東京都高等学校総合体育大会兼国体選手選考会ベスト (PDF)  32 平成30年度東京都高等学校総合体育大会兼国体選手選考会ベスト (PDF)
- バレーボール部（女子）
- バドミントン部
- テニス部
- ソフトテニス部（男子） － 2017年関東大会出場、2018年全国大会出場
- ソフトテニス部（女子）
- 弓道部
- ゴルフ部 － 2016年関東大会出場
- ウエイトリフティング部 － 2019年全国4位
- ダンス同好会

### 文化系
- 放送部…全国大会出場（2007年・2008年・2009年・2010年）、2016年 - 2018年）、全国高校生映画コンクール 最優秀作品賞（グランプリ）受賞（2014年）
- 写真部
- サイエンス部
- 情報部
- 英語部
- 演劇部
- 吹奏楽部 － 東京都高等学校吹奏楽コンクールB I組 金賞（2013年）、東京都高等学校アンサンブルコンテストサックス5重奏金賞（2016年）
- バトントワリング部
- カラーガード部
- 茶・華道部
- 料理部
- 書道部

## 進学先
※2017年度実績
- 日本大学 - 文理学部、法学部、生物資源科学部、経済学部、理工学部、芸術学部、商学部、薬学部、危機管理部、スポーツ科学部、歯学部、生産工学部、国際関係学部、松戸歯学部（輩出数の多い順）
- 他大学（国立） - 東北大学、群馬大学、千葉大学、東京海洋大学、電気通信大学、東京工業大学、静岡大学、首都大学東京、福井県立大学 ほか
- 他大学（私立） - 早稲田大学、慶應義塾大学、上智大学、東京理科大学、学習院大学、明治大学、青山学院大学、立教大学、中央大学、法政大学、成蹊大学、成城大学、明治学院大学、國學院大學、武蔵大学、東洋大学、駒澤大学、専修大学、芝浦工業大学、東京電機大学、東京都市大学、工学院大学、日本女子大学、津田塾大学、東京女子大学、Hamilton College(アメリカ・ハルミトン大学)、The University of Melbourne(オーストラリア・メルボルン大学） ほか

## 交通
- 京王線・井の頭線明大前駅下車 徒歩8分
- 京王線・代田橋駅下車 徒歩10分

## 著名な出身者
- 鈴木ヤスシ - タレント - 1960年卒
- 清水章吾 - 俳優 - 1961年卒
- 綿引勝彦 - 俳優 - 1964年卒
- 鶴田忍 - 俳優 - 1964年卒
- 高田美和 - 女優 - 1965年卒
- 湯原昌幸 - 歌手、タレント - 1965年卒
- 渡辺篤史 - 俳優 - 1966年卒
- あおい輝彦 - 俳優、歌手 - 1966年卒
- 池尻泰顔 - 右翼活動家 - 1966年3月卒
- 美樹克彦 - 音楽プロデューサー - 1967年卒
- 岩城滉一 - 俳優 - 1969年卒
- 水島裕 - 声優、俳優、日本大学第二高等学校へ転校
- 梅村光男 - 歌手、初代クールスメンバー、ギター - 1969年卒
- 杉浦日向子 - 漫画家、江戸風俗研究家 - 1977年卒
- 長谷川諭 - 俳優 、堀越高校へ転校
- 笠松美樹 - 作曲家、女性歌手グループ「シュガー」のメンバー - 1979年卒
- 角松敏生 - シンガーソングライター、音楽プロデユーサー - 1979年3月卒
- 村岡敏英 - 政治家 - 1979年3月卒
- 豊田チカ - JAZZシンガー、作詞家、作曲家、イラストレーター。父は大橋巨泉、母はマーサ三宅、姉は大橋美加 - 1980年卒[3]
- ケラリーノ・サンドロヴィッチ - 俳優、劇作家、脚本家、演出家、映画監督、ミュージシャン - 1981年卒
- 永瀬正敏 - 俳優 - 宮崎県都城西高等学校から転校、その後、堀越高等学校・芸能コースに編入して卒業
- 長谷有洋 - 元声優- 1983年卒
- 2代目三波伸介 - コメディアン - 1983年卒
- 秋山菜津子 - 俳優 - 1983年卒
- 本城聡章 - ミュージシャン（筋肉少女帯）- 1983年卒
- 内田雄一郎 - ミュージシャン（筋肉少女帯）- 1984年卒
- みのすけ - 俳優、ミュージシャン - 1984年卒
- 長谷有洋 - 声優 - 1984年卒
- 広部俊明 - 水中探検家、水中カメラマン - 1985年卒
- 松島里香 - モデル（1986年卒）
- DJ TSUYOSHI - テクノミュージシャン（1986年卒）
- 中川幸太郎 - 作曲家、テレビドラマ「牡丹と薔薇」「冬の輪舞」（東海テレビ・フジテレビ系）などの音楽 - 1987年卒
- 松井龍哉 - ロボットデザイナー - 1987年卒
- 古本新乃輔 - 俳優、声優 - 1988年卒
- 中川俊直 - 衆議院議員 - 1989年卒
- 川江美奈子 - シンガーソングライター - 1990年卒
- 笠原章弘 - 鍼灸師、整体師、作家） - 1994年卒
- 田中良和 - 実業家、グリー創業者、日本の富豪ランキング27位- 1995年卒
- 堀江慶 - 俳優、映画監督 - 1997年卒
- 原廣利 - 映画監督（2006年卒）
- 北島惇起 - タレント、実業家（2006年卒）
- 落合恭子 - 女優、モデル（2006年卒）
- 豊田和真 - 作家（2007年卒）
- 本多麻衣 - モデル - 2007年卒
- 竹内愛希 - 南海放送アナウンサー - 2008年卒
- 鈴木恵梨佳 - 2013年ミス日本 - 2009年卒[4]
- 内田理央 - 女優、ファッションモデル、グラビアモデル - 2010年卒
- 松本花奈 - 映画監督、女優 - 2017年卒
- 福松凜 - 俳優

### スポーツ
- 今泉幸雄 - 元プロ野球・高橋ユニオンズ（現・千葉ロッテマリーンズ）の元捕手・内野手 - 1956年3月卒
- 三浦真一郎 - 元プロ野球セ・リーグ審判員 - 1965年3月卒
- 大古誠司 - バレーボール、ミュンヘンオリンピック金メダリスト - 1966年3月卒
- 森田淳悟 - バレーボール、ミュンヘンオリンピック金メダリスト、「ひとり時間差攻撃」を考案 - 1967年3月卒
- 佐野稔 - フィギュアスケート - 1974年3月卒
- 蓮見和隆 - 元Jリーガー、京都パープルサンガ、現 京都両洋高校サッカー部監督 - 1987年3月卒[5]
- 佐伯夕利子 - サッカー指導者 - 1992年3月卒
- 坂本竜一 - 元プロ野球・西武ライオンズの投手、音楽家の坂本龍一と同姓同名の選手として話題になった - 1993年3月卒
- 飯沼誠司-プロライフセーバー-1993年３月卒
- 村山太朗 - セントラル・リーグ審判員 - 2001年3月卒
- 岡本二菜 - 女子競輪選手 - 2016年3月卒
- 赤星優志 - プロ野球・読売ジャイアンツの投手 - 2018年3月卒
- 勝又温史 - プロ野球・横浜DeNAベイスターズの投手 - 2019年3月卒